# Парад на Красній площі 9 травня 2025 року
Парад на Красній площі 9 травня 2025 року — військовий парад, який пройшов на Красній площі в Москві 9 травня 2025 року на честь 80-річчя Дня Перемоги.
Президент РФ запропонував триденне «перемир'я» з 8 по 10 травня. Президент України назвав це спробою маніпуляції й убезпечення військового параду, також він закликав негайно припинити вогонь щонайменше на 30 днів, не чекаючи 8 травня. Пізніше Володимир Зеленський повідомив, що Україна не може гарантувати безпеку іноземних лідерів 9 травня на параді.

## Підготовка до параду
19 листопада 2024 року в Музеї Перемоги на Поклонній горі в Москві було представлено офіційний логотип святкування 80-річчя Перемоги у Великій Вітчизняній війні.
15 січня 2025 року на засіданні комітету з організації святкування 80-річчя Перемоги міністр оборони РФ Андрій Білоусов заявив про початок підготовки до параду, який має відбутися в Москві, восьми містах-героях та ще в 19 містах, де дислоковані військові штаби.
У ходах візьмуть участь зокрема учасники російського вторгнення в Україну. Вперше вони пройшли Червоною площею в 2024 році.

## Іноземні учасники
4 вересня 2024 року прес-секретар президента Дмитро Пєсков заявив, що Росія не запросить на ювілейний парад Перемоги в Москві голів «недружніх їй країн».
31 жовтня 2024 року стало відомо, що президент Сербії Олександр Вучич візьме участь у майбутньому параді Перемоги.
27 листопада 2024 року прем'єр-міністр Словаччини Роберт Фіцо заявив, що він прийняв запрошення президента РФ Путіна і візьме участь у пам'ятних заходах, присвячених Другій світовій війні, які пройдуть у Москві у травні.
28 листопада 2024 року Путін запросив керівників та військові формування держав-членів ОДКБ взяти участь у параді.
6 грудня 2024 року Путін запросив президента Білорусі Олександра Лукашенка на парад Перемоги.
14 грудня 2024 року Вучич підтвердив домовленість з Фіцо про поїздку на парад Перемоги до Москви 9 травня 2025.
28 грудня 2024 року стало відомо, що президент Індонезії Прабово Субіанто отримав запрошення приїхати на парад Перемоги 9 травня.
15 січня 2025 року представники Кремля повідомили, що очікується приїзд на парад до Москви «високопосадовця зі США».
15 січня міністр оборони РФ Андрій Білоусов заявив, що на парад у Москві очікується участь військових підрозділів із 19 «дружніх» держав, з яких 10 уже підтвердили свою присутність. Серед них — сім країн, які раніше входили до складу СРСР.
16 січня 2025 року японське видання NHK повідомило, що в параді Перемоги вперше візьмуть участь північнокорейські військові.
26 січня 2025 року посол Ізраїлю в РФ Симона Гальперін заявила, що «країна буде представлена на параді» Перемоги 9 травня в Москві.
27 січня 2025 року стало відомо, що президент Бразилії Лула да Сілва візьме участь у святкуванні 80-річчя Перемоги в Москві.
5 лютого 2025 року президент Палестини Махмуд Аббас прийняв запрошення приїхати на парад Перемоги.
10 лютого 2025 року посол Росії в Китаї Ігор Моргулов заявив, що голова КНР Сі Цзіньпін прийняв запрошення відвідати щорічний парад Перемоги в Москві 9 травня.
З Індії на парад прибуде заступник міністра оборони — Санджай Сет.
7 травня 2025 року, стало відомо, що президент Сербії та прем'єр-міністр Словаччини не пустили у Польщу та країни Балтії на парад Перемоги, а також закрила повітряний простір.

## Список 29 країн учасників
Радник Кремля з питань зовнішньої політики Юрій Ушаков 6 травня повідомив список із 29 країн (держав та утворень), представники яких будуть 9 травня у Москві на урочистостях з нагоди Дня Перемоги. У списку відсутні Ізраїль, Індія, Малайзія, Угорщина
Список Ушакова, з них 27 держав, представлених в ООН (8 СНД + 3 Є + 7 Аз + 6 Аф + 3 Ам), 2 утворення:
8 СНД
1. Азербайджан
2. Білорусь
3. Вірменія
4. Казахстан
5. Киргизія
6. Таджикистан
7. Туркменія
8. Узбекистан

3 Європа
1. Боснія і Герцеговина
2. Сербія
3. Словаччина

7 Азія
1. В'єтнам
2. КНР
3. КНДР
4. Лаос
5. Монголія
6. М'янма
7. Палестина (частково визнана)

6 Африка
1. Буркіна-Фасо
2. Гвінея-Бісау
3. Екваторіальна Гвінея
4. Ефіопія
5. Єгипет
6. Зімбабве
7. Конго (Браззавіль)

3 Америка
1. Бразилія
2. Венесуела
3. Куба

2 утворення
1. Абхазія
2. Південна Осетія

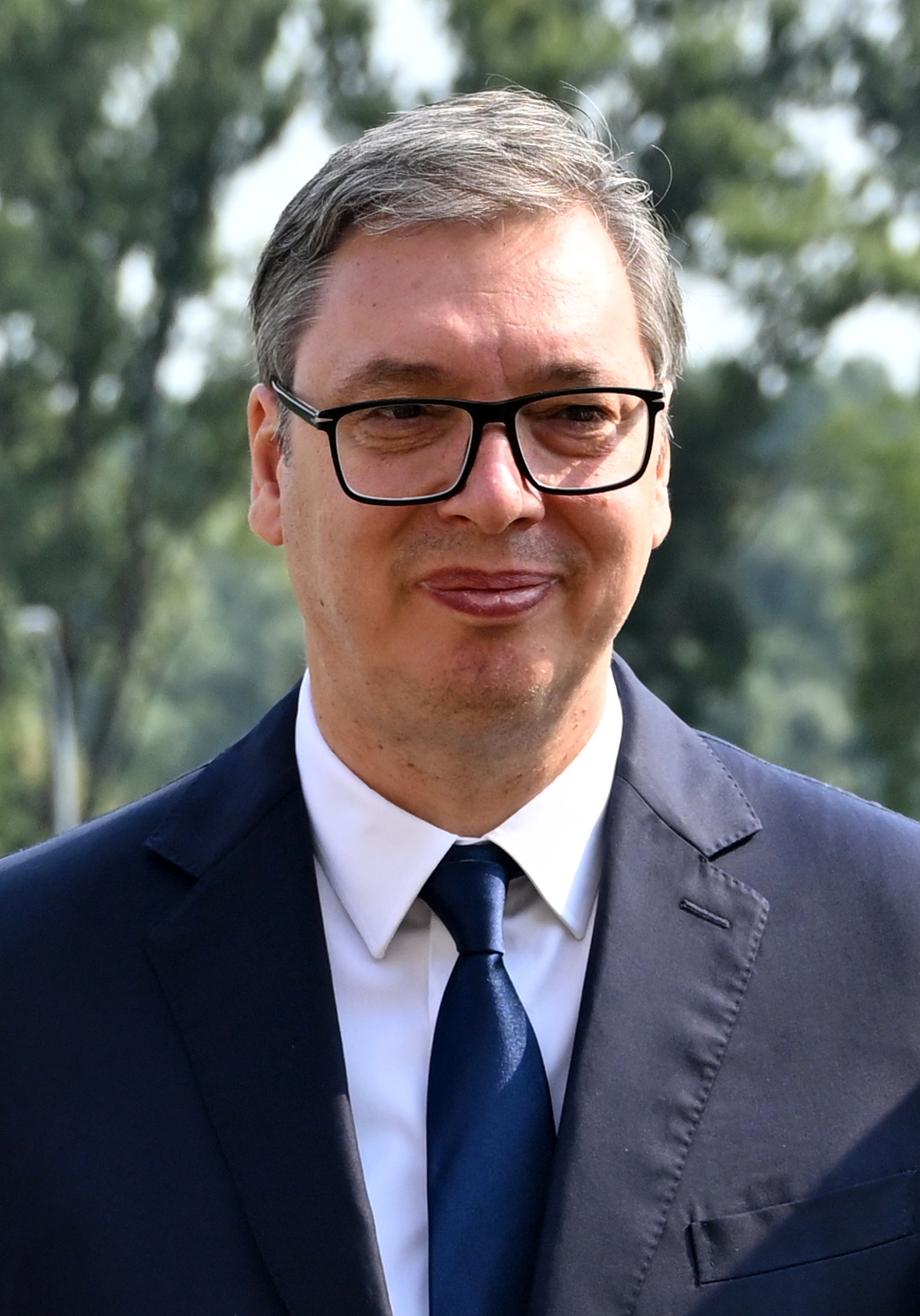
Александр Вучич, президент Сербії
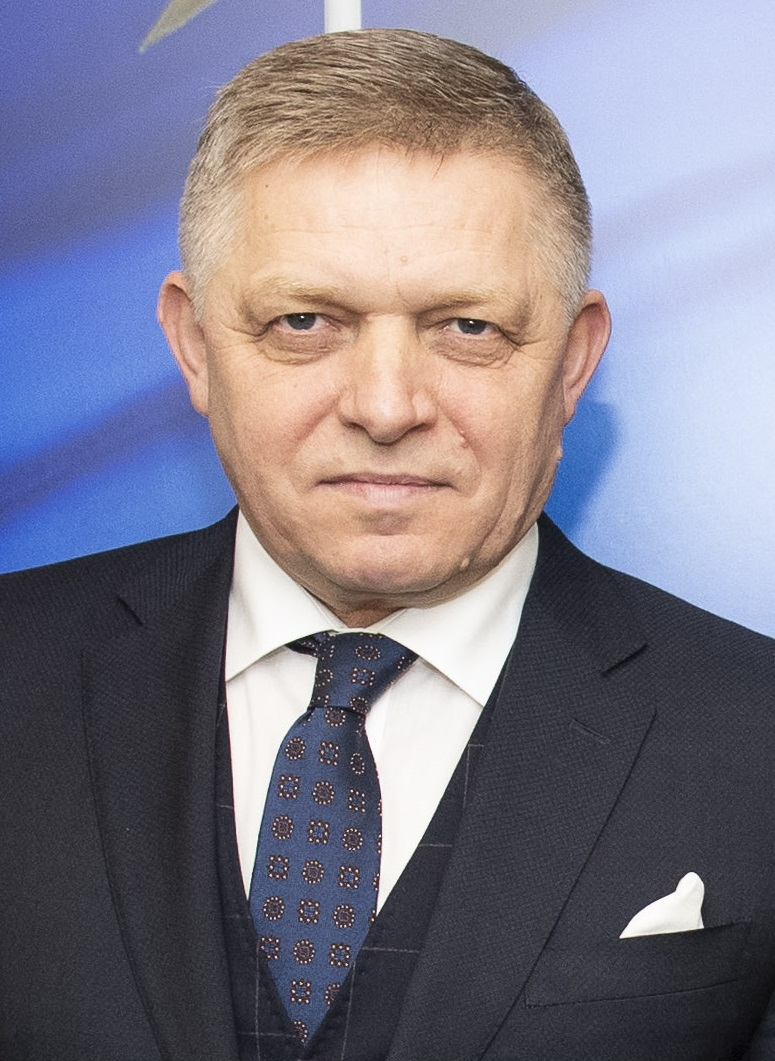
Роберт Фіцо, прем'єр-міністр Словаччини
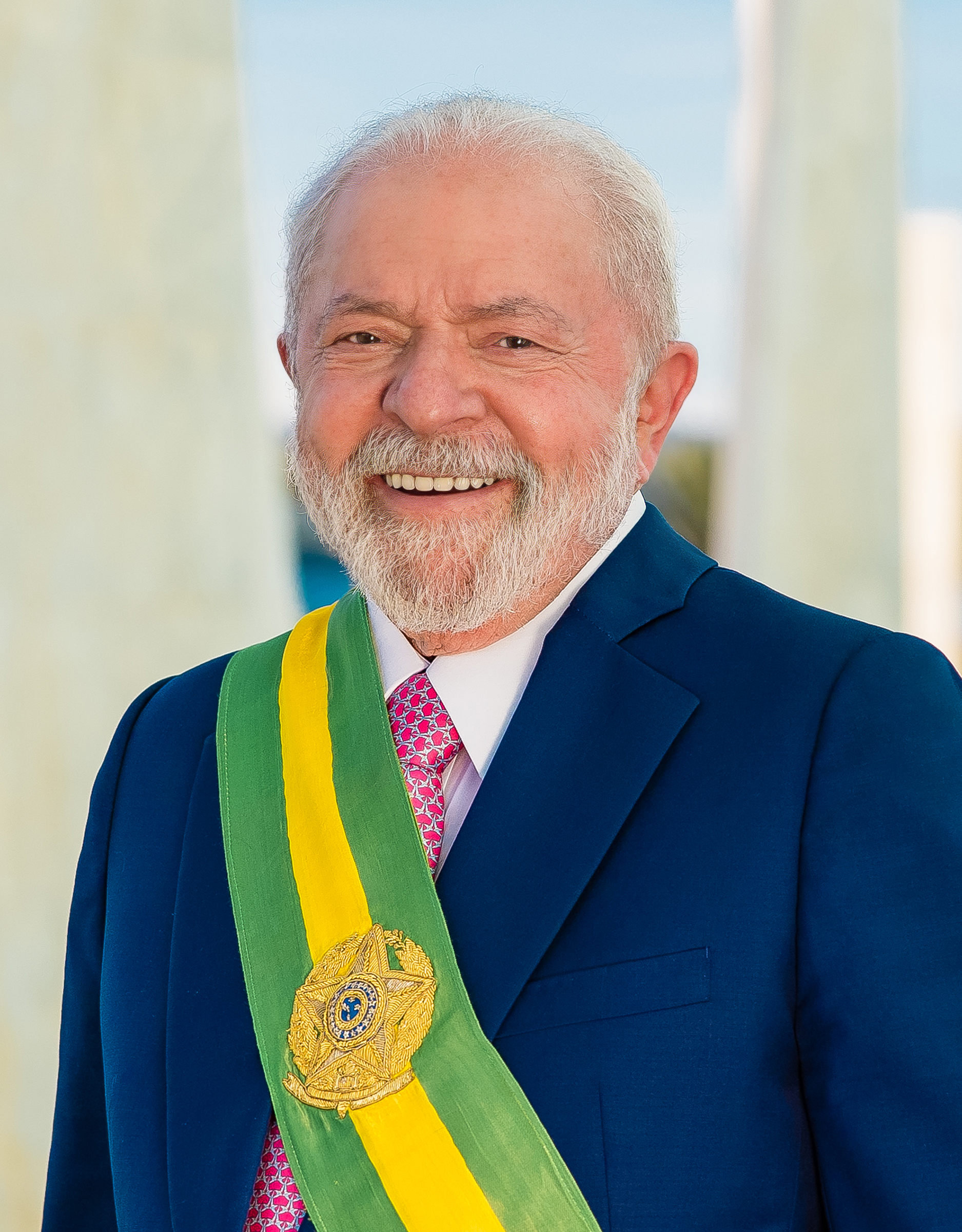
Лула да Сілва, президент Бразилії
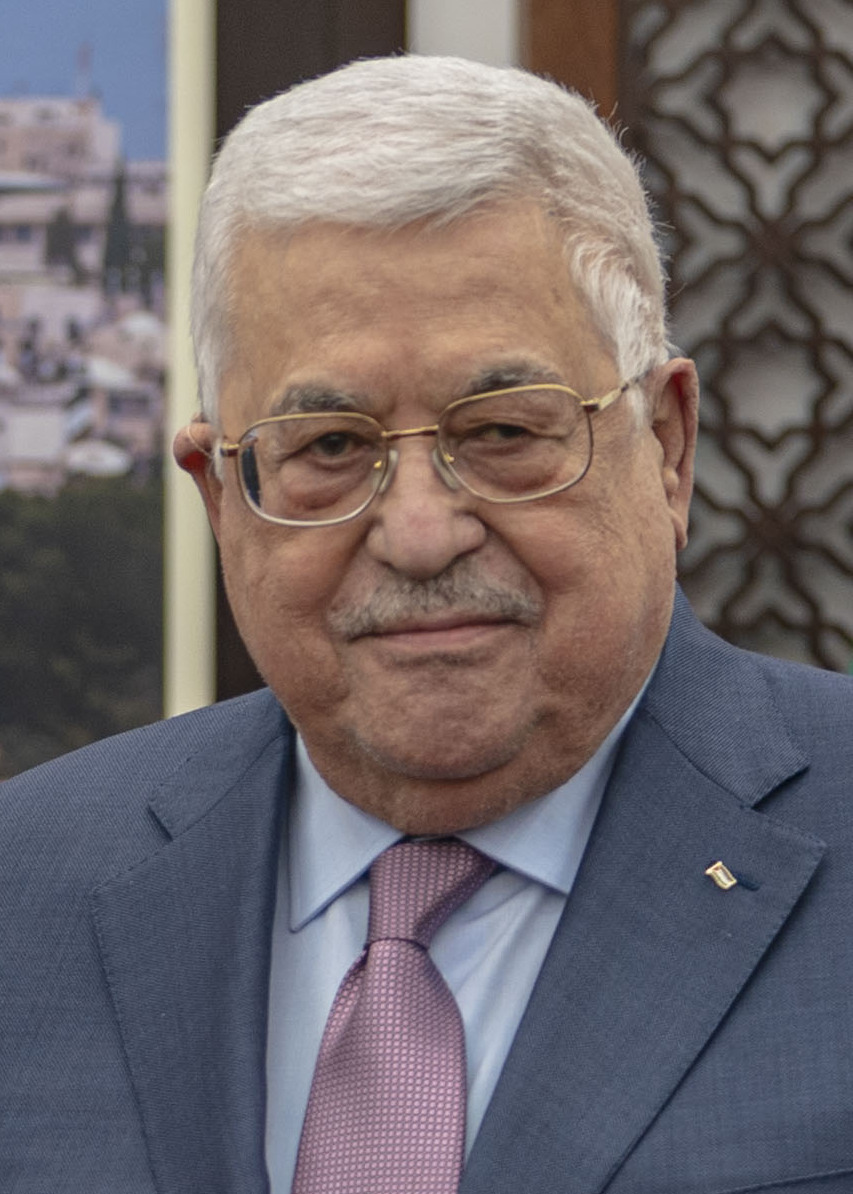
Махмуд Аббас, президент Палестини
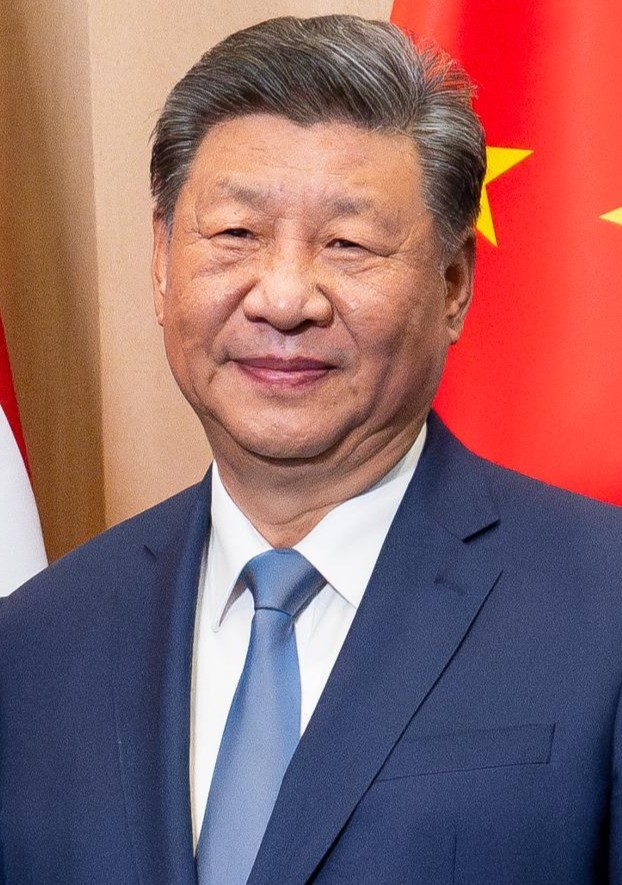
Сі Цзіньпін, керівник Китаю
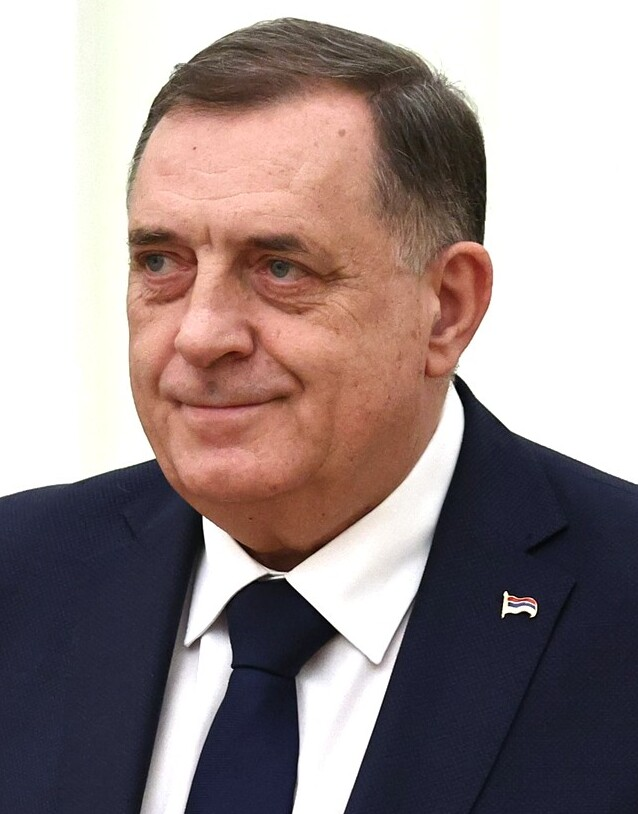
Милорад Додик, президент Республіки Сербської
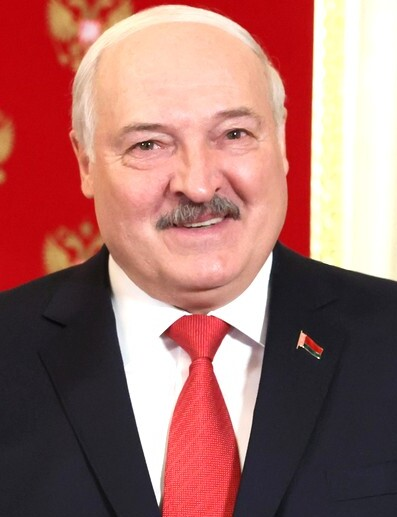
Олександр Лукашенко, президент Білорусі
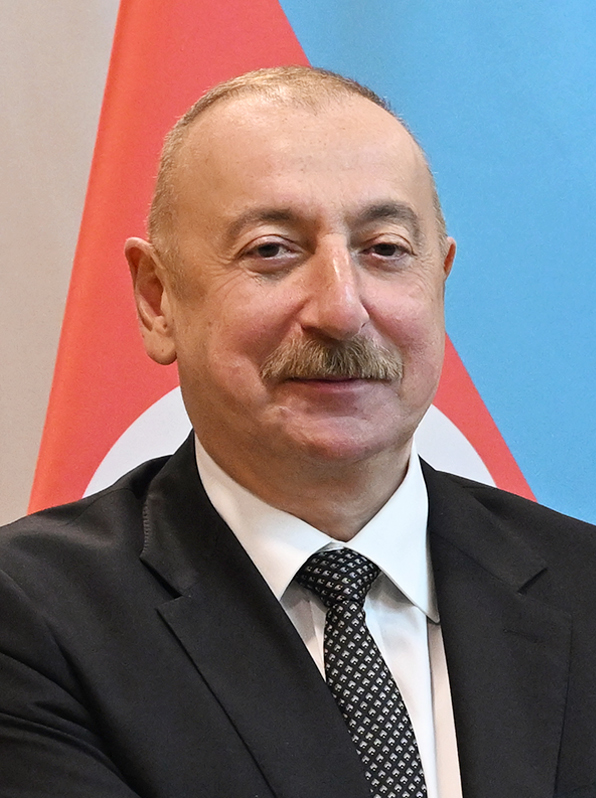
Ільхам Алієв, президент Азербайджану
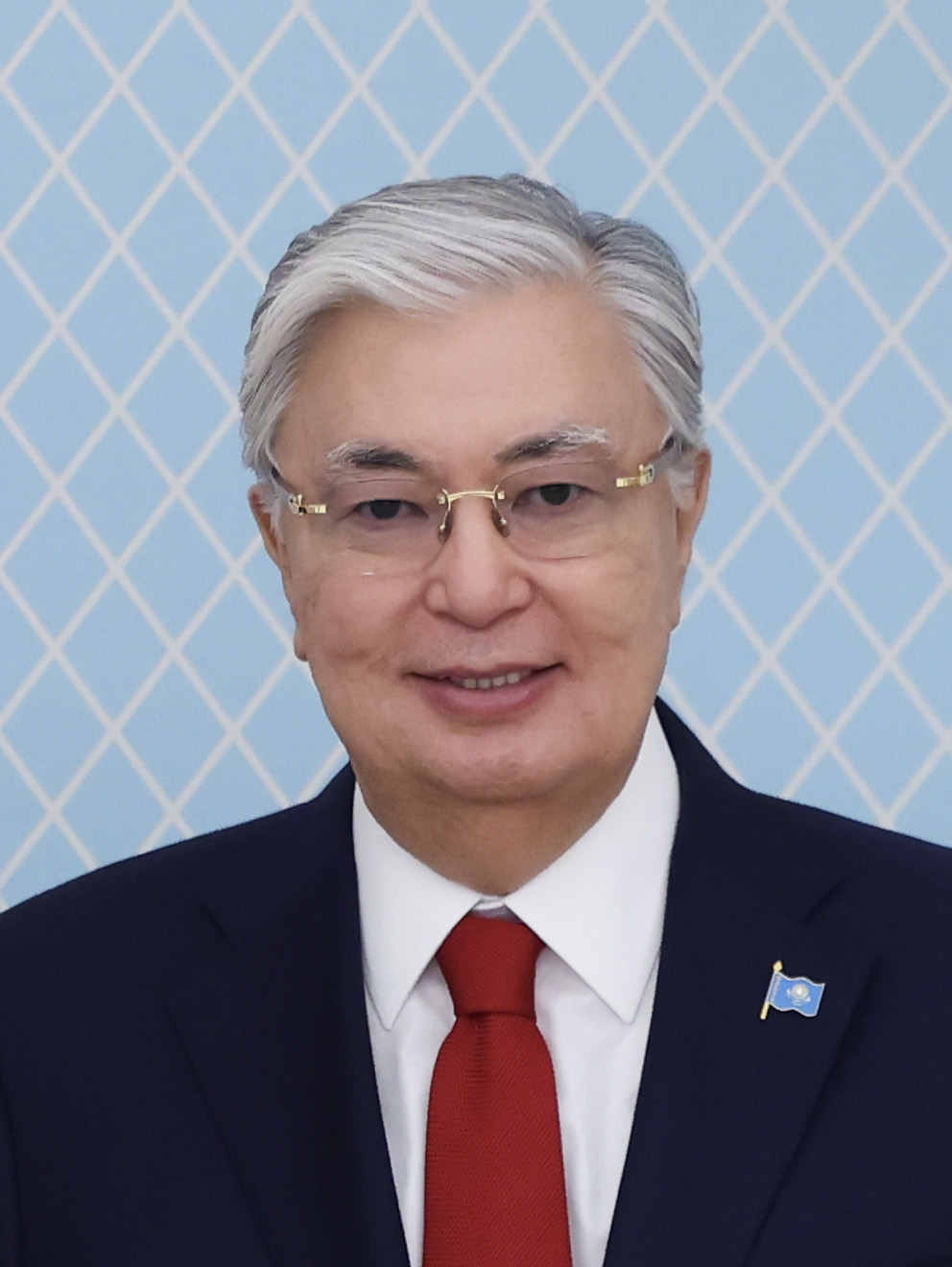
Касим-Жомарт Токаєв, президент Казахстану
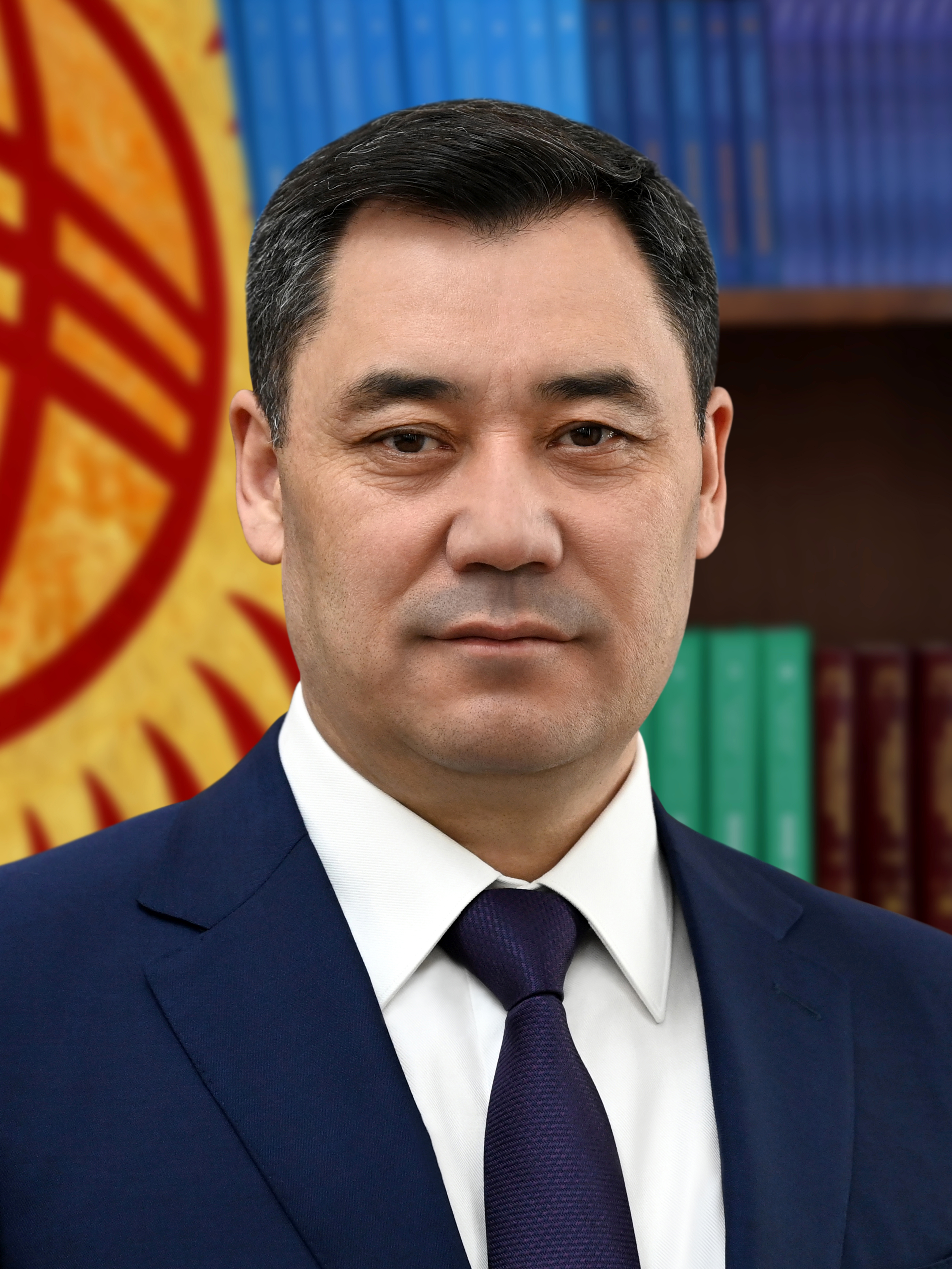
Садир Жапаров, президент Киргизстану
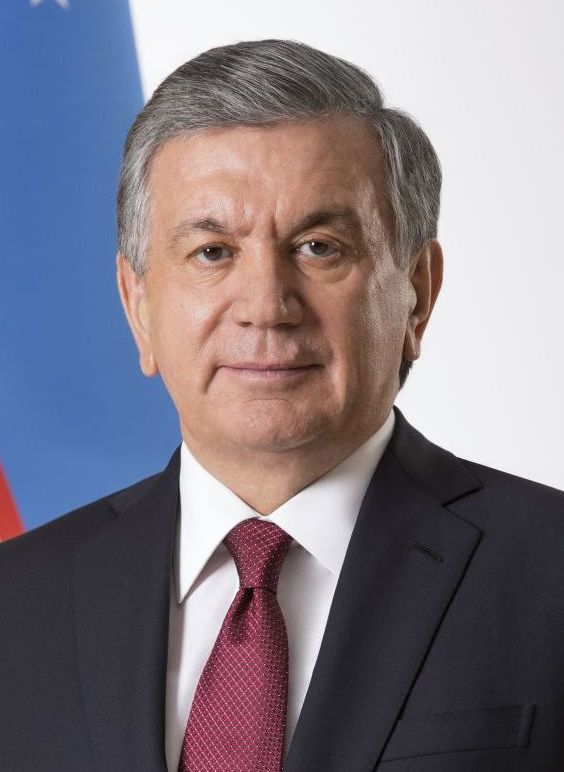
Мірзійоєв Шавкат Міромонович, президент Узбекистану
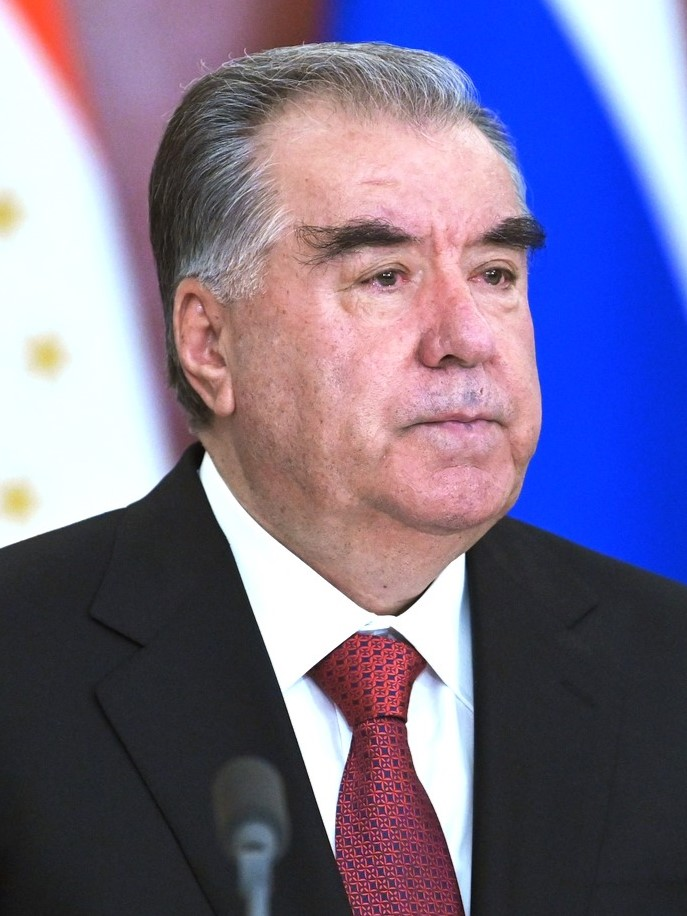
Емомалі Рахмон, президент Таджикистану
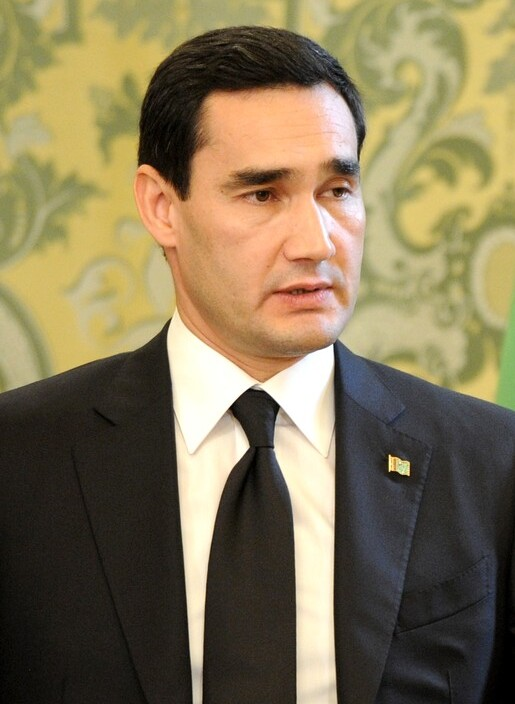
Сердар Бердимухамедов, президент Туркменстану
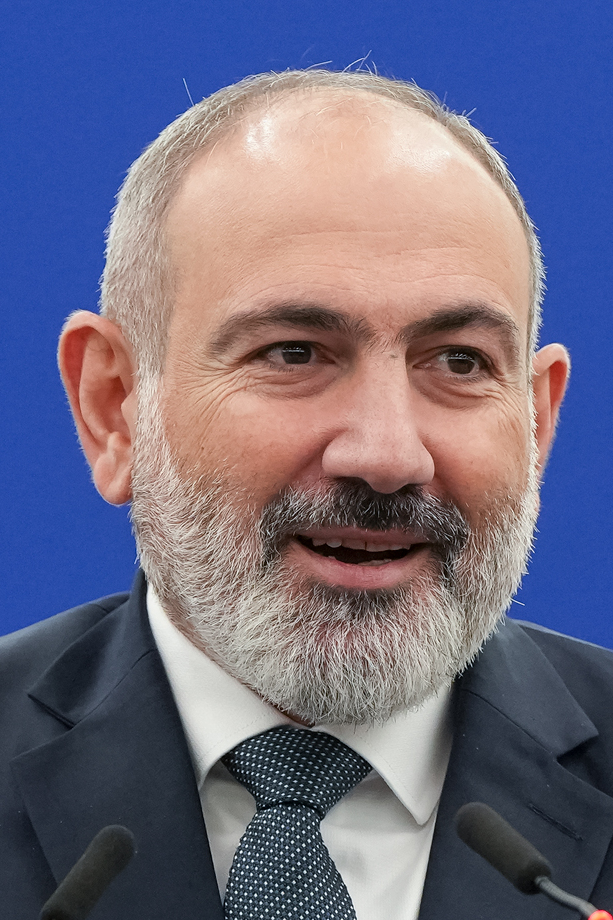
Нікол Пашинян, прем'єр-міністр Вірменії
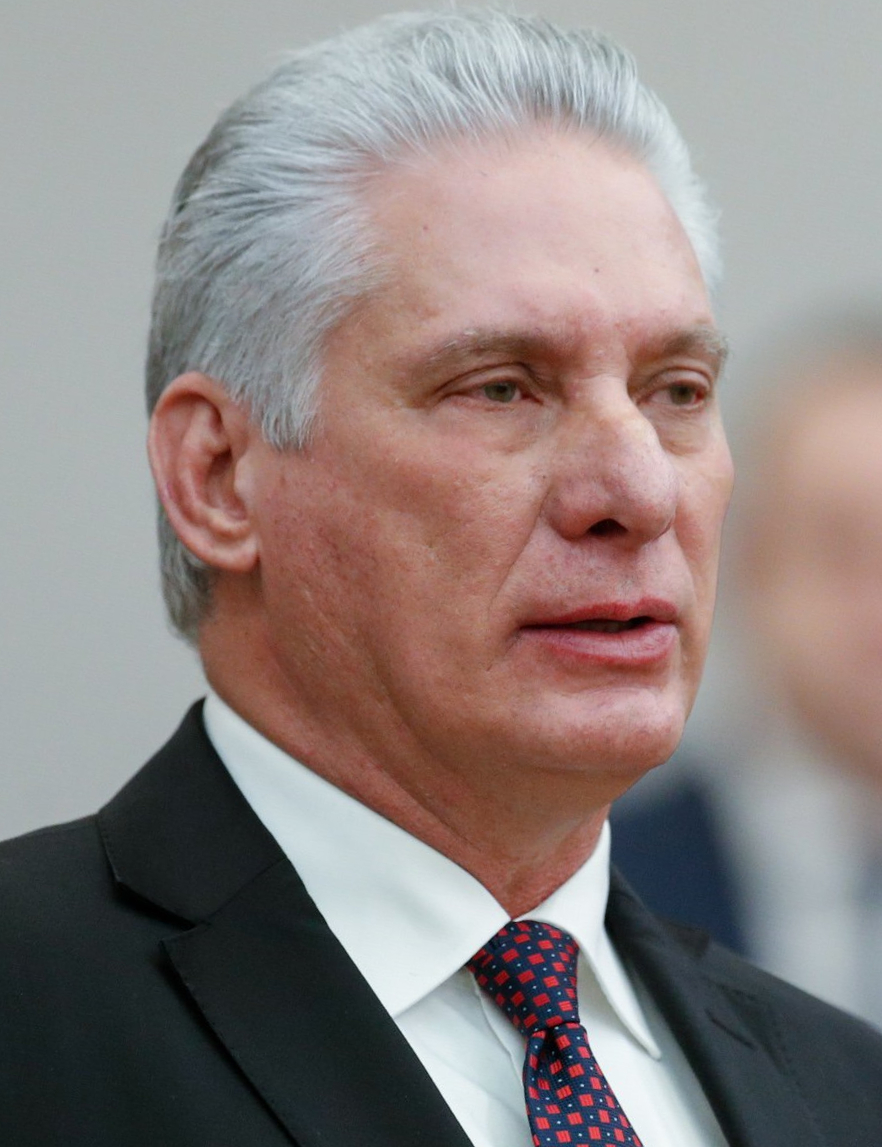
Мігель Діас-Канель, президент Куби
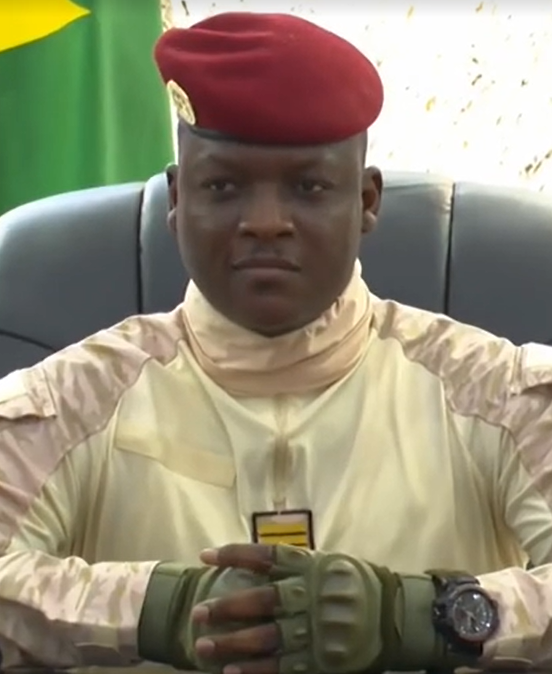
Ібрагім Траоре, президент Буркіна-Фасо
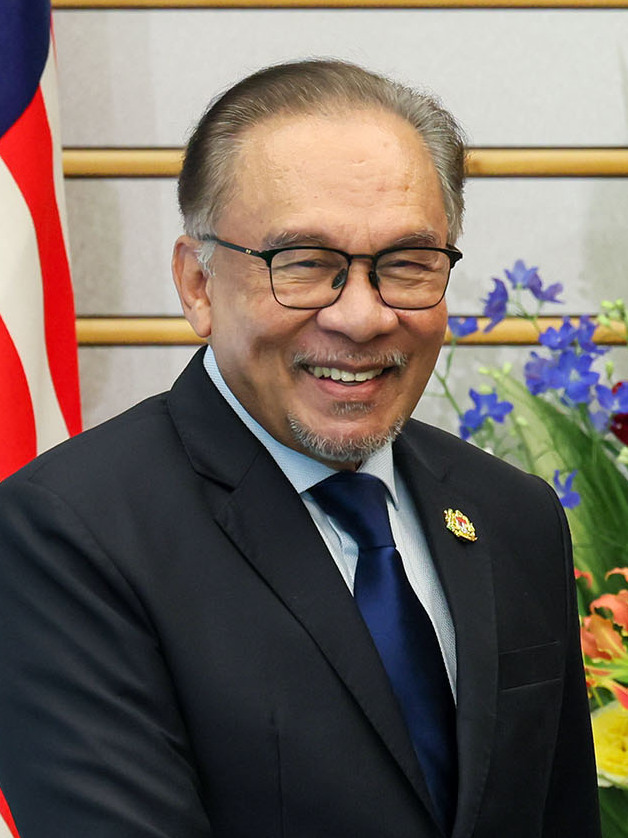
Анвар Ібрагім, прем'єр-міністр Малайзії